# Rutaca

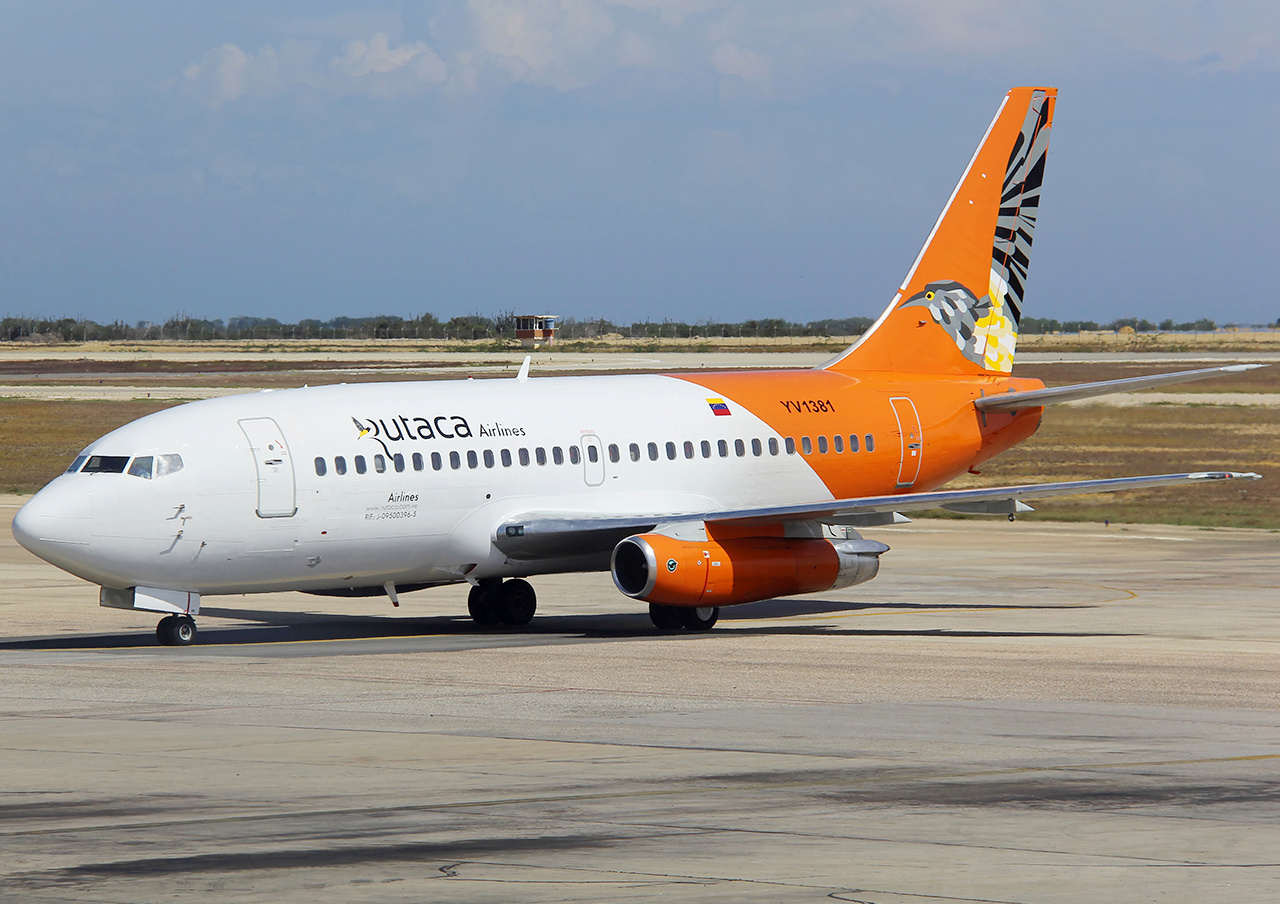

Rutaca (Rutas Aéreas C.A.) – wenezuelskie linie lotnicze z bazą w Ciudad Bolívar.

## Połączenia
- Maturín
- Caracas
- Ciudad Bolívar
- Porlamar
- Puerto Ordaz
- San Antonio del Tachira
- Port-of-Spain, Trynidad i Tobago

## Katastrofy
25 stycznia 2001 Douglas DC-3 Air Rutaca rozbił się w Ciudad Bolívar. Wypadek odebrał życie 24 osobom.

## Flota
- 3 Boeing 737
- 6 Embraer 110 Bandeirante
- 4 Cessna 208